# Mallocampa
Mallocampa is een geslacht van vlinders van de familie spinners (Lasiocampidae).

## Soorten
- M. alenica Strand, 1912
- M. audea (Druce, 1887)
- M. cornutiventris Tams, 1929
- M. dollmani (Tams, 1925)
- M. jaensis Bethune-Baker, 1927
- M. leighi Aurivillius, 1922
- M. leucophaea (Holland, 1893)
- M. porphyria (Holland, 1893)
- M. punctilimbata Strand, 1912
- M. schultzei Aurivillius, 1925
- M. toulgoeti Rougeot, 1977
- M. zopheropa (Bethune-Baker, 1911)